# Jambonnière
 (janvier 2021).
Si vous disposez d'ouvrages ou d'articles de référence ou si vous connaissez des sites web de qualité traitant du thème abordé ici, merci de compléter l'article en donnant les références utiles à sa vérifiabilité et en les liant à la section « Notes et références ».
Une jambonnière est un ustensile en forme de haricot dans lequel un jambon peut être placé. Il est éventuellement muni d’un couvercle et de poignées. Il peut être en métal ou en céramique.